# Campeonato Brasileiro Série A 2011
In 2011 werd de 55ste editie van de Campeonato Brasileiro Série A gespeeld, de hoogste voetbalklasse van Brazilië. De competitie werd gespeeld van 21 mei tot 4 december. Corinthians werd kampioen. 
Aan de competitie namen 20 clubs deel. Zij speelden in één grote groep en speelden een uit- en thuiswedstrijd tegen elk ander team in de competitie. De club met de meeste punten na 38 speelrondes, werd kampioen. Santos mocht naar de tweede fase van de Copa Libertadores als titelverdediger en Vasco da Gama als winnaar van de Copa do Brasil.

## Eindstand
| Plaats | Club                | Wed. | W  | G  | V  | Saldo | Ptn. |
| ------ | ------------------- | ---- | -- | -- | -- | ----- | ---- |
| 1.     | SC Corinthians      | 38   | 21 | 8  | 9  | 53:36 | 71   |
| 2.     | Vasco da Gama       | 38   | 19 | 12 | 7  | 57:40 | 69   |
| 3.     | Fluminense          | 38   | 20 | 3  | 15 | 60:51 | 63   |
| 4.     | Flamengo            | 38   | 15 | 16 | 7  | 59:47 | 61   |
| 5.     | Internacional       | 38   | 16 | 12 | 10 | 57:43 | 60   |
| 6.     | São Paulo FC        | 38   | 16 | 11 | 11 | 57:46 | 59   |
| 7.     | Figueirense         | 38   | 15 | 13 | 10 | 46:45 | 58   |
| 8.     | Coritiba            | 38   | 16 | 9  | 13 | 57:41 | 57   |
| 9.     | Botafogo            | 38   | 16 | 8  | 14 | 52:49 | 56   |
| 10.    | Santos              | 38   | 15 | 8  | 15 | 55:55 | 53   |
| 11.    | Palmeiras           | 38   | 11 | 17 | 10 | 43:39 | 50   |
| 12.    | Grêmio              | 38   | 13 | 9  | 16 | 49:57 | 48   |
| 13.    | Atlético Goianiense | 38   | 12 | 12 | 14 | 50:45 | 48   |
| 14.    | Bahia               | 38   | 11 | 13 | 14 | 43:49 | 46   |
| 15.    | Atlético Mineiro    | 38   | 13 | 6  | 19 | 50:60 | 45   |
| 16.    | Cruzeiro            | 38   | 11 | 10 | 17 | 48:51 | 43   |
| 17.    | Atlético Paranaense | 38   | 10 | 11 | 17 | 38:55 | 41   |
| 18.    | Ceará               | 38   | 10 | 9  | 19 | 47:64 | 39   |
| 19.    | América Mineiro     | 38   | 8  | 13 | 17 | 51:69 | 37   |
| 20.    | Avaí                | 38   | 7  | 10 | 21 | 45:75 | 31   |

|  | Landskampioen en gekwalificeerd voor tweede fase Copa Libertadores 2012 |
|  | Gekwalificeerd voor tweede fase Copa Libertadores 2012                  |
|  | Gekwalificeerd voor eerste fase Copa Libertadores 2012                  |
|  | Gekwalificeerd voor Copa Sudamericana 2012                              |
|  | Degradatie naar Série B                                                 |

### Kampioen
| Campeonato Brasileiro Série A 2011 |
| São Paulo                          |
| ---------------------------------- |
| CORINTHIANS Kampioen (5° titel)    |